# 布雷亞扎鄉 (布澤烏縣)
45°6′N 26°32′E / 45.100°N 26.533°E
布雷亞扎鄉（羅馬尼亞語：Comuna Breaza, Buzău），是羅馬尼亞的鄉份，位於該國東南部，由布澤烏縣負責管轄，面積50平方公里，海拔高度328米，2007年人口2,874，人口密度每平方公里57人。